# Archidendron muellerianum
Archidendron muellerianum är en ärtväxtart som först beskrevs av Joseph Henry Maiden och Richard Thomas Baker, och fick sitt nu gällande namn av Joseph Henry Maiden och Ernst Friedrich Betcke. Archidendron muellerianum ingår i släktet Archidendron och familjen ärtväxter. Inga underarter finns listade i Catalogue of Life.